# روگائو
روگائو (به لاتین: Rugao) یک county-level city در جمهوری خلق چین است که در نانتانگ واقع شده‌است.